# 선비의 길
《선비의 길》은 대한민국의 광주문화방송이 제작한 다큐멘터리 애니메이션이다.

## 제작진
- 기획 : 김휘
- 애니메이션 제작 : 아슈비아만화영화푸로덕슌
- 스토리 보드 : 한병아
- 일러스트 : 오상민
- 애니마믹스 : 한병아
- 편집 : 한병아
- 제작 진행 : 이정민
- 제작 진행 보조 : 박수진
- 목소리 연기 : 배칠수, 임채헌, 홍범기, 안현서, 이보희
- 내레이션 : 배칠수
- 녹음 : 레전드사운드, 하루녹음실
- 사운드 슈퍼바이저 : 이영민
- 음악 : 전종혁
- CG : 표태철, 노유래, 이보나(쿨미디어)
- 종합 편집 : 표태철
- 캘리그래피 : 박명호
- 타이틀 제작 : 김주호
- 촬영 : 백종학, 송민주, 윤수안, 임대윤(필름에이지)
- 진행 : 최욱현
- 자료 조사 : 정재경
- 극본 · 구성 : 김인정
- 연출 : 윤행석
- 제작 : 광주MBC

## 방영 목록

### 2012년
| 회차 | 방영일    | 부제                   |
| ---- | --------- | ---------------------- |
| 1회  | 11월 28일 | 삼봉 정도전의 민본     |
| 2회  | 11월 29일 | 정암 조광조의 언로     |
| 3회  | 11월 30일 | 미암 유희춘의 기록     |
| 4회  | 11월 30일 | 고봉 기대승과 멘토     |
| 5회  | 12월 5일  | 충장공 김덕령과 영웅   |
| 6회  | 12월 6일  | 서포 김만중의 진보     |
| 7회  | 12월 7일  | 연암 박지원의 초탈     |
| 8회  | 12월 12일 | 다산 정약용과 부       |
| 9회  | 12월 13일 | 추사 김정희의 실사구시 |
| 10회 | 12월 14일 | 해월 최시형의 인내천   |